# Min barndoms jul (album av Charlotte Perrelli)
Min barndoms jul är ett julalbum av Charlotte Perrelli, utgivet 20 november 2013. Även hennes söner Angelo & Alessio medverkar på albumet, samt en kör bestående av 60 barn.

## Låtlista
1. En barndomsjul
2. Bjällerklang (Jingle Bells)
3. Mössens julafton (Musevisa)
4. Nu tändas tusen juleljus
5. Hej mitt vinterland (solo av Angelo & Alessio)
6. Nu står jul vid snöig port
7. Jag såg mamma kyssa tomten (I Saw Mommy Kissing Santa Claus) (solo av Angelo)
8. När juldagsmorgon glimmar (Wir hatten gebauet ein stattliches Haus)
9. Rudolf med röda mulen (Rudolph the Red-Nosed Reindeer)
10. Jul, jul, strålande jul
11. När det lider mot jul
12. Nu är julen här igen
13. Sista dagarna före jul
14. Julgransplundring (bonusspår)

## Listplaceringar
| Lista (2013) | Topplacering |
| ------------ | ------------ |
| Sverige      | 49           |

### Fotnoter
1. ↑  ”Min barndoms jul”. Ginza musik. 27 februari 2013. http://www.ginza.se/product/perrelli-charlotte/min-barndomsjul-2013/445359/. Läst 2 januari 2015.
2. ↑  ”Min barndoms jul”. Swedishcharts. 27 februari 2013. http://www.swedishcharts.com/showitem.asp?interpret=Charlotte+Perelli&titel=Min+barndoms+Jul&cat=a. Läst 2 januari 2015.